# Saint-John Perse
(Saint-John Perse, trad. V. Rota)
Saint-John Perse (pseudonimo di Alexis Léger; Pointe-à-Pitre, 31 maggio 1887 – Hyères, 20 settembre 1975) è stato un poeta, scrittore e diplomatico francese.
Fu insignito nel 1960 del Premio Nobel per la Letteratura «per l'ambizioso volo e le evocative immagini della sua poesia».
Utilizzò anche lo pseudonimo Alexis Saint-Leger Leger: benché all'anagrafe il suo cognome avesse un accento, preferì utilizzarlo sempre in questa forma.

## Biografia
Era l'unico maschio di cinque figli. Apparteneva a una famiglia aristocratica: sua madre, Françoise Renée Dormoy, era figlia di bianchi creoli residenti da lungo tempo nelle Antille; gli antenati di suo padre, l'avvocato Amédée Léger, avevano vissuto in Guadalupa sin dal 1815. La famiglia divideva il proprio tempo fra le due piantagioni possedute: una di caffè e l'altra di canna da zucchero. Alexis Leger trascorse un'infanzia paradisiaca in Guadalupa fino al 1899, a stretto contatto con la natura, sviluppando una sensibilità particolare per gli animali e godendo dell'atmosfera di grande libertà e scambio culturale dell'isola (in Guadalupa erano presenti lavoratori di tutte le razze). Da bambino prese lezioni private da un vecchio ufficiale di marina, da un botanico e da un maestro di latino. Nel 1895 perse una sorella; nel 1896 cominciò gli studi liceali.
Nel 1897 la situazione economica e politica in Guadalupa era da tempo sempre più deteriorata a causa della crisi nel settore della canna da zucchero e dell'elezione del primo deputato nero all'Assemblea Nazionale, il socialista nativo di Guadalupa Hégésippe Légitimus, che fu anche presidente del consiglio dipartimentale e sindaco di Pointe-à-Pitre. La famiglia di possidenti, come altre, andò in rovina e fu costretta a trasferirsi in Francia: nel 1899 avvenne il distacco definitivo dalla terra natale e il trasferimento in Europa. La famiglia si stabilì a Pau (Francia), città cosmopolita sui Pirenei, ricca di immigrati. Il giovane Alexis, estirpato dalla terra natìa, visse il trasferimento come un esilio; tuttavia, trascorreva molto tempo praticando sport: gite, scherma, equitazione, vela. Ebbe inoltre l'occasione di frequentare il poeta Francis Jammes, conosciuto nel 1902. Dopo aver frequentato il liceo del posto e aver conseguito il baccalauréat con lode nel 1904, a partire dallo stesso anno cominciò gli studi di diritto a Bordeaux, dove seguì anche i corsi di lettere, filosofia e medicina: è il segno di un'intensa attività intellettuale. Le sue letture preferite erano Pindaro, Baudelaire, Bossuet; delle opere di Pindaro approntò anche delle traduzioni nel 1906. Prestò servizio militare nella fanteria a Pau. Nei circoli culturali e negli ambienti che frequentava, ebbe l'occasione di incontrare Odilon Redon, Jacques Rivière, André Gide e Paul Claudel, che lo incoraggiarono nella carriera letteraria. Nel 1907 fu costretto a interrompere gli studi a causa del peggioramento della situazione economica familiare susseguente alla morte brutale del padre, avvenuta in quell'anno; tuttavia, riuscì lo stesso a conseguire la laurea nel 1910.
La sua prima opera pubblicata fu Images à Crusoé, una serie di prose poetiche incentrate sulla figura dell'esiliato che apparvero il 1º agosto 1909 sul settimo numero della Nouvelle Revue Française (benché fossero state scritte nel 1904). Il testo ebbe un ottimo successo e venne messo in musica nel 1918 da Louis Durey per canto e orchestra da camera. La chiave di lettura di quest'opera giovanile, ispirata dalla sua infanzia in Guadalupa e dal Robinson Crusoe di Daniel Defoe (il cui mito letterario viene rielaborato in maniera originale e inconsueta), è evidente: Leger non accettò mai l'Europa; si definiva "uomo d'Atlantico".
Pubblicò Éloges, la sua prima raccolta di poesie, con lo pseudonimo Saint-Leger Leger nel 1911, ottenendo grande successo ed enorme apprezzamento per la sua originalità. La raccolta contiene Images à Crusoé (1904, già pubblicato nel 1909), più la poesia Écrit sur la porte (1908, già pubblicato nel 1910), i sei testi che compongono Pour fêter une enfance (1907, già pubblicato nel 1910) e il poema eponimo in diciotto canti Éloges (scritto nel 1909). Il canto V del poema venne messo in musica da Darius Milhaud; altre parti vennero musicate, per quattro voci e orchestra da camera, da Louis Durey nel 1916-1917. I suoi testi piacevano ad Apollinaire, che li sentiva affini all'esprit nouveau. Gide definì Éloges un'opera "singolare", ma Leger sembrò non gradire la definizione.
A Parigi, dove si stabilì con la famiglia nel 1912, venne coinvolto nei circoli letterari di André Gide e Paul Valéry e nei circoli musicali di Igor' Fëdorovič Stravinskij, Nadia Boulanger e Les Six. Decise di impegnarsi nella carriera diplomatica nel 1914, anno in cui vinse il concorso per entrare al Ministero degli Affari esteri; cominciò a viaggiare di frequente in Spagna, Germania e Inghilterra. Dal 1916 al 1921 fu segretario dell'ambasciata francese a Pechino, dove effettuò il suo reale apprendistato politico; il soggiorno cinese gli consentì inoltre di maturare un importante percorso filosofico e intellettuale a contatto con la spiritualità orientale. Nel 1921 partecipò a una conferenza sul disarmo a Washington e venne notato da Aristide Briand, che lo fece diventare il proprio assistente.
L'adozione dello pseudonimo di Saint-John Perse, per la scelta del quale effettuò una ricerca fonetica, sottolinea la volontà di separare produzione poetica e attività diplomatica: le due identità vennero mantenute distinte; il letterato non si doveva sovrapporre al diplomatico. Il suo obbiettivo:
(Trad.: V.Rota)
Nel 1924 pubblicò la raccolta Anabase, utilizzando per la prima volta lo pseudonimo di Saint-John Perse; l'opera (che sarebbe stata in seguito tradotta, fra gli altri, da Thomas Stearns Eliot in inglese, Walter Benjamin, Rainer Maria Rilke, Hugo von Hofmannsthal in tedesco, Ion Pillat in rumeno e, in italiano, da Giuseppe Ungaretti) costituisce uno dei momenti più importanti dell'attività letteraria del poeta. Nello stesso anno venne nominato direttore del gabinetto diplomatico di Briand, incarico che avrebbe mantenuto fino alla morte di quest'ultimo, avvenuta nel 1932. In questo periodo perseguì con Briand una politica di acquietamento delle relazioni internazionali, segnata dalla ratifica di numerosi patti e alleanze, fra cui il famoso patto Briand-Kellogg (1928).
Dopo la morte di Briand, continuò ugualmente a ricoprire importanti posti governativi; nel 1933 venne nominato ambasciatore e segretario generale del Ministero degli Affari esteri, carica che gli permise di influenzare la politica estera francese continuando la linea di Briand e che mantenne fino al 1940, nonostante la grande instabilità del governo. Alla Conferenza di Monaco del 1938 si oppose invano alla cessione della Cecoslovacchia alla Germania: la Francia ratificò l'Accordo di Monaco. Era ormai chiaro che la sua posizione era diventata difficile; venne dunque rimosso dal suo incarico nel 1940, anno in cui scelse di lasciare la Francia per esiliarsi negli Stati Uniti, non prima di aver transitato per l'Inghilterra. Venne privato della Legion d'Onore e della nazionalità francese dal regime di Vichy.
Inviso allo Stato di Vichy, ma non per questo gollista: rifiutò di unirsi al movimento della Francia Libera. Trascorse qualche tempo in difficoltà economiche finché Archibald MacLeish, Direttore della Biblioteca del Congresso ed egli stesso poeta, gli offrì l'incarico di consigliere letterario. Lilita Abreu, la donna cubana con la quale aveva intrecciato una relazione, lo raggiunse a Washington. Rifiutò una cattedra all'Università di Harvard per potersi concentrare sul suo lavoro.
Il periodo americano fu prolifico dal punto di vista della produzione letteraria: una volta dismessi i panni del diplomatico, il poeta ebbe campo libero. Pubblicò Exil nel 1942, Pluies e Poème à l'étrangère (quest'ultimo dedicato a Lilita Abreu) nel 1943, Neiges nel 1944; cominciò la stesura di Amers, la sua più ampia raccolta poetica.
Gli venne restituita la nazionalità francese nel 1944, alla liberazione della Francia, ma restò negli Stati Uniti per molti anni ancora, pur viaggiando a lungo. Pubblicò finalmente Amers nel 1957; nello stesso anno alcuni ammiratori e mecenati americani gli offrirono una villa nel Varo in Provenza, per cui tornò finalmente a trascorrere lunghi soggiorni in Francia, sulla penisola di Giens. Nel 1958 sposò Dorothy Milburn Russell, una facoltosa donna americana.
L'aver soggiornato all'estero per così tanto tempo spiega il perché la sua attività poetica fosse così poco conosciuta in Francia, almeno fino al 1960, anno in cui ottenne il Premio Nobel per la Letteratura e la consacrazione a livello mondiale. La sua allocuzione alla cerimonia del Nobel del 10 dicembre 1960 costituisce tuttora un modello d'eloquenza. Pubblicò le poesie brevi di Chronique nel 1960. Pubblicò inoltre Oiseaux nel 1962, realizzato con il partenariato artistico del pittore Georges Braque, nonché Chant pour un équinoxe nel 1971. Infine, si accinse a scrivere le poesie di una raccolta che rimase però incompiuta.
Nell'ultimo periodo della sua vita si dedicò di persona alla curatela del volume contenente le sue Opere complete, lavoro che lo tenne impegnato per una decina d'anni e che venne pubblicato da Gallimard nella prestigiosa collana della Pléiade. Fu questo volume, apparso nel 1972, a costruire la sua leggenda.
Morì nel 1975 a ottantotto anni nella sua villa in Provenza a Hyères e venne seppellito a Giens.
Poco prima della sua scomparsa, aveva donato tutta la sua collezione alla città di Aix-en-Provence: manoscritti delle sue opere, corrispondenza, foto, oggetti personali, opere d'arte. Per valorizzare questo inestimabile patrimonio, e per diffondere la conoscenza del poeta Saint-John Perse, è stata creata un'apposita fondazione.

## Opere
- Images à Crusoé (1909)
- Éloges (1911)
- Anabase (1924)
- Exil (1942)
- Pluies e Poème à l'étrangère (1943)
- Neiges (1944)
- Vents (1946)
- Amers (1957)
- Chronique (1960)
- Poésie (1961) (discorso per il conferimento del Premio Nobel)
- Oiseaux (1962), con acqueforti di Georges Braque
- Pour Dante (1965) (discorso per il settecentenario di Dante tenuto a Firenze il 20 aprile 1965)
- Chanté par celle qui fut là (1969)
- Chant pour un équinoxe (1971)
- Œuvres complètes, Parigi, Gallimard, "Bibliothèque de la Pléiade", 1972, edizione accresciuta nel 1982

## Traduzioni italiane in volume
- Opere poetiche di Saint-John Perse
  1. Elogi; La gloria dei re; Esilio; nella traduzione di Romeo Lucchese. Anabasi; nella traduzione di Giuseppe Ungaretti. Collezione: Poeti europei vol. 5; Roma: Lerici, 1960
  2. Venti; Cronaca; Uccelli; nella traduzione di Romeo Lucchese. Collezione: Poeti europei, Roma: Lerici, 1965
  3. Segnali di mare; nella traduzione di Romeo Lucchese. Testo orig. a fronte, Collezione: Poeti europei vol. 29, Roma: Lerici, 1969
- Anabase, seguita dalle traduzioni di T. S. Eliot e Giuseppe Ungaretti; illustrata da Berrocal, Verona: Le rame, 1967
- Saint-John Perse : premio Nobel per la letteratura 1960 (contiene: Elogi; Prose scelte), Collezione: I premi Nobel per la letteratura vol. 61, Milano: Fabbri, 1968
- Saint-John Perse - Le opere (Elogi-La gloria dei Re-Anabasi-Esilio-Venti-Cronaca-Uccelli-Segnali di mare), a cura di R. Lucchese, Trad. R. Lucchese, G. Ungaretti, Collezione: Scrittori del mondo: i Nobel, Torino: UTET, 1972 (seconda edizione: 1979) ISBN 88-02-01525-2
- Le luci della vita, antologia poetica scelta e tradotta da Romeo Lucchese ; con traduzione dell'Anabasi di Renato Mucci, Testo orig. a fronte, Collezione: Il maestrale, Milano: Accademia, 1972
- Le opere: Elogi; La gloria dei re; Anabasi; Esilio; Venti; Cronaca; Uccelli; Segnali di mare, a cura di Romeo Lucchese, Milano: Club degli editori, 1972
- Le Opere : Anabasi Elogi; La gloria dei re; Esilio (a cura di Giuseppe Ungaretti); Venti; Cronaca; Uccelli; Segnali di mare (a cura de Romeo Lucchese), Vicenza, Grupo Mondadori, per conto della Unione Tipografico-Editrice Torinense (UTET), 1979, XX.XVI, Scrittori del mondo : i Nobel
- Poesia, a cura di Romeo Lucchese, Communi d'Europa, Roma, anno XXXI, Dicembre 1983, p. 1-3
- "Organizzazione d'un regime d'unione federale europea" : la lungimiranza del "Memorandum" francese del 1930, Alexis Leger, Parigi 1er Maggio 1930, a cura di Romeo Lucchese, Communi d'Europa, Roma, anno XXXI, Dicembre 1983, p. 5-9
- Esilio, a cura di Stefano Agosti, Testo orig. a fronte, Collezione: L'altra biblioteca, nº 46 Milano: SE, 1989 ISBN 88-7710-136-9
- Canto per un equinozio, a cura di V. Magrelli, Ugo Guanda Editore, Parma, Poeta della fenice, 1990, p. 640-641
- Anabase, a cura di Giorgio Cittadini, con un saggio di Joelle Gardes Tamine, "Saint-John Perse lungo la carreggiata degli uomini del suo tiempo", Genova: ECIG, 2000 ISBN 88-7545-891-XX
- Anabasi, a cura di Maria Luisa Vezzali, traduzione di Rossella Pedone. Collana Dromos, Raffaelli Editore 2011
- I poemi provenzali, a cura di Giorgio Cittadini e Joelle Gardes, postfazione di Manrico Murzi. Collana Armonia, Crocetti Editore, 2016, EAN: 9788883062612

## Titoli e onorificenze letterarie
- 1959: Grand Prix national des lettres (Francia)[2]
- 1959: Membro onorario della Modern Language Association
- 1959: Laurea honoris causa all'Università Yale
- 1960: Premio Nobel per la Letteratura
- 1960: Membro onorario dell'American Academy of Arts and Letters
- 1960: Membro del National Institute of Arts and Letters (USA)
- 1960: Membro dell'Accademia bavarese